# Маркланд

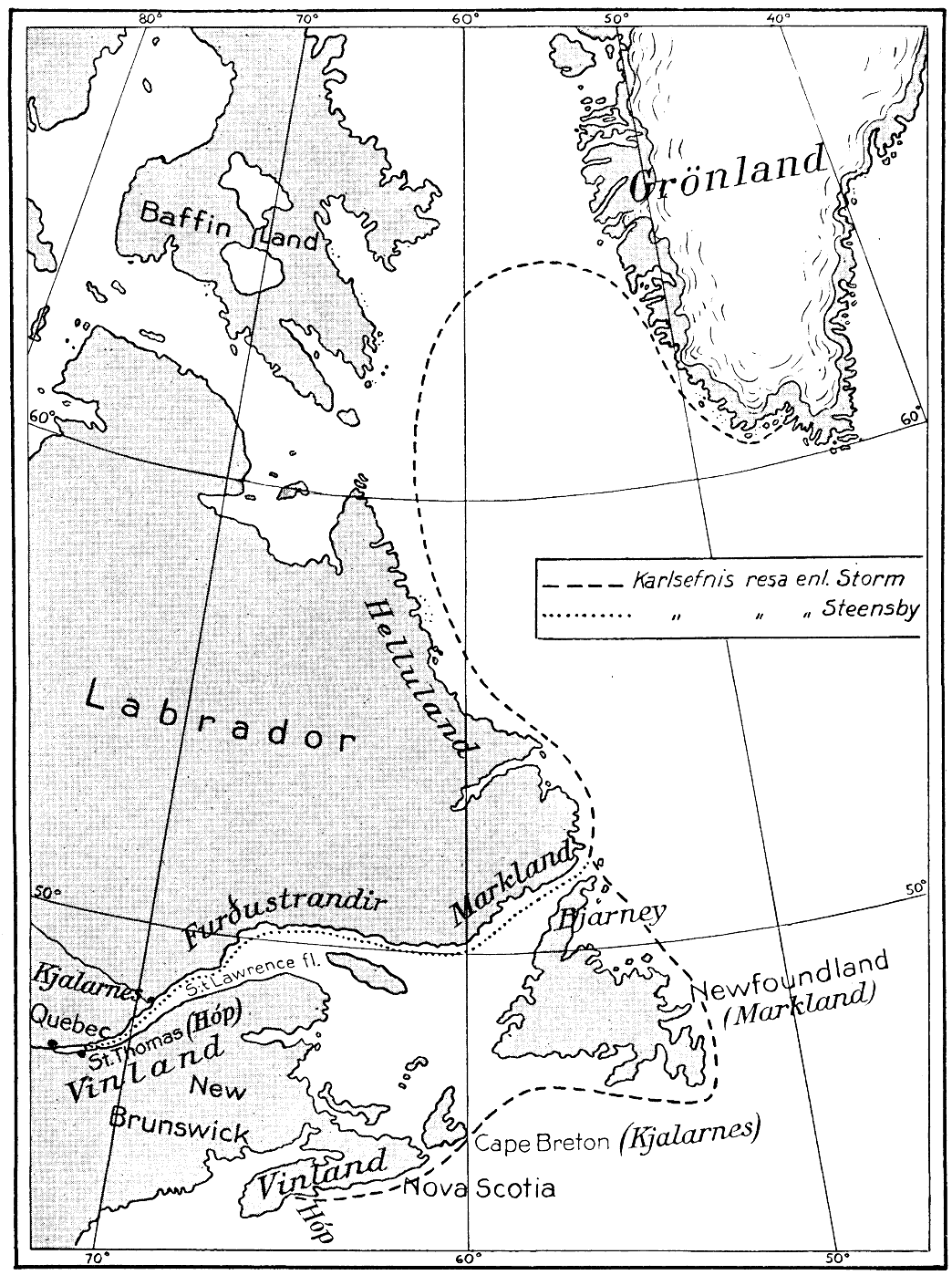
Гіпотетична мапа: Вінланд, Маркланд і Хеллуланд
(Nordisk familjebok. 1921 р.)

Ма́ркланд («лісиста земля» або «прикордонна смуга») (ісл. Markland, норв. і швед. Vinland) — назва Лабрадору, яку їй дали Лейф Еріксон і гренландські вікінги приблизно 1000 р. н. е. Маркланд мав межі на півдні з Хеллуландом і на півночі з Вінландом. Можливо було декілька експедицій задля заготівлі лісоматеріалу до Маркланду, але не існувало постійних поселень.